# F1衝鋒槍
F1冲锋枪是一款由澳大利亚槍械製造商利斯戈輕武器工廠所生產的衝鋒槍。1963年7月，該衝鋒槍首度發配給澳大利亞軍隊，並且取代了欧文冲锋枪。發射9×19公釐帕拉貝倫口徑手枪子彈。
與歐文衝鋒槍一樣，F1也具有與眾不同的頂部插槽式彈匣。它具有堅固而簡單的設計，但卻“從未受到使用它的人所歡迎”，在越南後期被美國製5.56毫米口徑M16A1步槍所取代。F1於1990年代初退役，並且由斯泰爾AUG的澳大利亞本土生產版本：F88C“奧斯泰爾”步槍所取代。 
在1962—1973年間，利斯戈生產了大約25,000枝衝鋒槍。雖然已不再使用F1，但澳大利亞也將一批F1捐贈給皇家巴布亞新幾內亞警察使用。

## 設計細節
F1是一枝簡單的反沖作用設計槍械，由裝有固定撞針的開放式槍栓所擊發。在研發過程中，澳大利亞軍械部對計劃中研製的新型衝鋒槍命名為X3。
它與英國史特林衝鋒槍共享著許多的設計特徵。與史特林及其前型歐文不同的是，F1裝有可拆卸的木製槍托和手槍握把。與早期型歐文類似的是，彎曲的，可拆卸式34發彈匣是從槍管頂部的彈匣插槽所插入。它亦採用了與史特林相同的彈匣。從頂部裝插的彈匣便於攜帶和俯臥射擊；而且這設計也使得卡彈的風險較底部插入的彈匣要小。拋殼口位於彈匣的正下方，但這也對粗心的使用者造成了一個風險。如果使用者的手背靠向拋殼口，向前運動的槍栓會“咬住”手腹。該衝鋒槍的槍托和手槍握把與L1A1 SLR以上的槍托和握把相同，並且具有適配SLR所用的L1A2刺刀的功能。但是，它通常是在槍管隔熱罩的右側裝上可拆卸式刺型刺刀。
扳機為漸進式扣動，輕按扳機至一半時只能半自動，而完全按下扳機的話便是全自動射擊，直到扳機被釋放或是彈匣已經用盡子彈。在拋殼口的前方裝有一塊小型護板，用於保護前置的手。裝在左側的拉機柄以上裝有一具凸耳，當按下時會將槍栓上鎖，從而可以向前和向後操作以清除污垢。裝有內部零件的手槍握把來自同為利斯戈工廠的SLR L1A1步槍的生產線；而木製槍托也來自SLR的生產線，從而減少了工裝量。
分解很簡單：保險上鎖，拆下彈匣，扳上扳機並且保持槍栓開放，向左旋轉，檢查槍栓表面和膛室，在受控以下釋放槍栓。然後抓住槍托，用另一隻手按住機匣底部的鉤扣，將槍托向左旋轉90度並且拉出。拆下彈簧，鬆開保險裝置，向上傾斜並且拉出槍管，以便扳機、槍栓滑出。（重新）組裝時反過來即可。建議的使用範圍是：腰射時時為25公尺，而藉瞄準具射擊則是100公尺。
由於是以垂直彈匣供彈，F1的瞄準具向武器的右側偏移，因此瞄準時、頭部需要稍微向右傾斜；照門是大致三角形的不對稱金屬襟翼以上裝有的圓形覘孔，而準星則是安裝在該衝鋒槍的彈匣右側的片狀物。

## 使用國
- [4]
- 马来西亚：以前由馬來西亞皇家警察使用，現在在警察博物館展出。[5]
- [3]

## 附件
F1的完整配備列表（CES）包括：
- 大型圓形鋼絲和類似於洗瓶刷的尼龍刷，用於清潔武器的管狀主體；
- 標準的SLR穿通裝置（一端具有綁著繩子的環，用於固定一塊保養絨布，另一端具有砝碼，以協助使用者將其向下送入槍管）；
- 與標準黃銅和帆布製SLR槍背帶（英语：Sling (firearms)）相似，但較短的槍背帶；
- 可拆卸的刺型刺刀（英语：Spike bayonet）；
- 5個彈匣；和
- 4個彈匣袋，每個口袋都具有所屬的翻蓋。

## 資料來源
1. ↑  Modern Firearms' F1 submachine gun. （页面存档备份，存于） Retrieved 28 July 2007.
2. 1 2  "F1 Sub-machine Carbine" （页面存档备份，存于）, Lithgow Small Arms Factory Museum
3. 1 2  Capie, David. . Wellington: Victoria University Press. 2004: 63–65. ISBN 978-0864734532.
4. ↑  .   [2020-08-04]. （原始内容存档于2019-06-18）.
5. ↑  .   [2020-08-04]. （原始内容存档于2019-09-27）.

## 外部連結
- （英文）—Modern Firearms——F1 submachine gun（页面存档备份，存于）
- （简体中文）—槍炮世界—F1冲锋枪（页面存档备份，存于）